# جائزة البرتغال الكبرى 1993
جائزة البرتغال الكبرى 1993 هو سباق فورمولا 1 أقيم بتاريخ 26 سبتمبر 1993 في إستوريل، البرتغال. كان الرابع عشر من أصل 16 في بطولة العالم لسباقات الفورمولا واحد موسم 1993. حلّ الألماني مايكل شوماخر أولا بينما جاء الفرنسي ألن بروست في المركز الثاني وحصل على المركز الثالث البريطاني دايمون هيل.